# Diario Sanitario
Diario Sanitario es un periódico digital de información sanitaria con sede en la ciudad española de Albacete.
Fue fundado en 2016 con el lema Sapere aude (Atrévete a saber) dirigido por la periodista Dolores Carcelén y el publicista Roberto Escribano.
Destaca por su originalidad. Está dirigido principalmente a un público no especializado y tiene una función divulgadora e informativa.